# العزو الزيري للمغرب الأقصى
غزو الزيريون للمغرب الأقصى هو حملة قادها بلجين بن زيري لتوسيع أراضيه في عام 979م. استولى على معظم المغرب الحالي بحلول عام 980، والذي ظل لفترة وجيزة تحت سيطرة الزيريين حتى وفاته في عام 984.

## خلفية
طوال جزء كبير من القرن العاشر، كانت السلطة على غرب المغرب متنازع عليها بين الفاطميين (المتمركزين في إفريقية ) والأمويين في قرطبة (المتمركزين في الأندلس )، وكان كل منهما يتلقى المساعدة من حلفاء محليين. احتفظ الأمويون بحصنين محصنين على طول الساحل، سبتة ومليلة ، في حين كان حلفاؤهم الرئيسيون في الداخل هم قبائل زناتة .  بين عامي 958 و960، نجح القائد الفاطمي جوهر في إخضاع معظم المنطقة للسلطة الفاطمية، بمساعدة زيري بن مناد ، وهو قائد فاطمي آخر من عشير . 
في عام 969، غزا جوهر مصر ، وفي عام 973 نقل الخليفة الفاطمي المعز بلاطه إلى القاهرة ، العاصمة الفاطمية الجديدة. وقبل رحيله، عيَّن بلكين بن زيري ، ابن وخليفة زيريد بن مناد، نائبًا له في المغرب. وقد أدى هذا إلى ظهور سلالة الزيريين التي حكمت المنطقة رسميًا باسم الخلفاء الفاطميين.  وفي هذه الأثناء، استغل الأمويون التركيز الفاطمي على مصر لإعادة تأكيد سلطتهم في المغرب. في عام 973، استعاد القائد الأموي غالب مدينة فاس وأعاد الفصائل المحلية إلى سيطرته. 
بعد وفاة الخليفة الأموي الحكم الثاني عام 976، استولى ابن أبي عامر ، المعروف بالمنصور (أو المنصور في المصادر المسيحية)، على السيطرة الفعلية على الدولة الأموية. واستمر في اتباع سياسة مؤيدة لزناتة وقام بتحصين سبتة بشكل كبير.  وُضع الأمويون في شمال أفريقيا تحت قيادة جعفر بن علي بن حمدون وشقيقه يحيى، إلا أنه بحلول عام 978 عاد جعفر إلى الأندلس، تاركًا يحيى في القيادة منفردًا. تم الاعتراف بسلطة القادة الأمويين من قبل فصائل زناتة الرئيسية، بما في ذلك رؤساء المغراوة ، زري بن عطية وشقيقه مقاتل، زعيم بني إفران ، يدو بن يعلى، والمكناسة . 
نحو عام 978، استولى زعيم قوي آخر من المغراوة وتابع أموي، وهو حضرة بن فولول بن حضرة الزناتي، على سجلماسة من الإباضيين وأعدم خليفتهم المدرارى ، مما جعل المدينة تحت السلطة الأموية لأول مرة. 

## حملة
ثم سار بولكين إلى سجلماسة وهزم الزناتة المجتمعين هناك، وأعدم أحد زعماء المغراوة، وهو ابن خزر. وتراجع الحكام الأمويون والمغراويون والإفرانيون المتبقون نحو سبتة.  طاردهم بولوجين. وعندما وصل إلى المدينة الساحلية وجد أن الزناتة قد تجمعوا هناك بأعداد كبيرة، وأن المدينة كانت محمية بشكل جيد بتعزيزات من الأندلس. وكان ابن أبي عامر المنصور قد تلقى تنبيهاً من زعيم المغراوة محمد بن الخير، فأحضر جيشاً بنفسه إلى الجزيرة الخضراء ، على الشاطئ الشمالي لمضيق جبل طارق. ومن هناك عبر الجيش إلى سبتة بقيادة جعفر (شقيق يحيى). يقال إن بولوجين، بعد أن طلب المشورة من عبد الكريم من فاس (الذي أعدمه لاحقًا)، قرر أن المعركة ستكون مكلفة للغاية وخطيرة للغاية، خاصة بدون أسطول داعم يمكنه إيقاف التعزيزات القادمة من الأندلس.  امتنع عن مهاجمة المدينة. 
في طريق العودة،  استولى بولوجين على مركز التجارة الشمالي في البصرة الحمراء،   والتي كانت أيضًا قاعدة يحيى قبل فراره.  ومن المرجح أنه استولى على أصيلة أيضًا، على الرغم من أن المصادر لا تذكر هذا.  ثم قاد حملة ضد برغواطة ،  وهي فصيلة بربرية في غرب المغرب بقيادة صوفي يدعى صالح بن عيسى بن أبي الأنصار. وبعد معارك ضارية، هزمهم بولوجين، وقتل زعيمهم، وأرسل عدداً كبيراً من النساء والأطفال المستعبدين إلى إفريقية، حيث وصلوا إليها عام 981. وقد عرض عبد الله بن محمد الكاتب، حاكم إفريقية، العبيد في شوارع القيروان في غياب بلوجين.  غادر بلوجين أراضي بورغواطة في عام 982-983 (372 هـ ) وبدأ رحلة العودة إلى إفريقية. 

## العواقب
وتذكر المصادر التاريخية أن ابن أبي عامر المنصور، لإرضاء بلوجين، أمر باغتيال قائده جعفر بن علي بن حمدون، الذي كان مسؤولاً عن مقتل والد بلوجين، زيري. قُتل جعفر في 21 يناير 983 وأُرسل رأسه إلى بلوجين.  وأدرك يحيى هذه الخيانة، فواجه المنصور، الذي طرده إلى شمال إفريقيا. لقد تجنب بولوجين وهرب بدلاً من ذلك إلى القاهرة، حيث تم الترحيب به في خدمة الخليفة الفاطمي العزيز ، مما أثار إحباط بولوجين الواضح. 
وبينما كان بلوجين يزحف شرقًا عائدًا إلى إفريقية، بدأ المغراوة وبنو إفران في استعادة المدن والأراضي التي غزاها للتو. وعاد وَنُّ الدِّين ابن حضرة بن فلفل بن حضرة الزناتي إلى سجلماسة وطرد والي الزيريين منها.  وقد أدى هذا إلى تراجع بولوجين والزحف مرة أخرى نحو سجلماسة، لكنه أصيب بالمرض في الطريق. توفي في 25 مايو 984، في مكان ما بين سجلماسة وتلمسان ، ربما حول فجوة تازة .  بعد وفاة بولوجين، اقتصرت سياسة الزيريين في الغرب على منع التوسع شرقًا لقبائل الزناتة إلى أراضيهم. 